# Alcis joukli
Alcis joukli är en fjärilsart som beskrevs av Bruckova 1945. Alcis joukli ingår i släktet Alcis och familjen mätare. Inga underarter finns listade i Catalogue of Life.